# .22 Winchester Automatic
O .22 Winchester Automatic (também conhecido como .22 Winchester Auto e ocasionalmente .22 Win Auto) é um cartucho de fogo circular americano, para rifles no calibre .22" (5,6 mm), desenvolvido pela Winchester em 1903.

## Visão geral
Introduzido para o rifle semiautomático Winchester Model 1903, o .22 Win Auto nunca foi usado em qualquer outra arma de fogo. Ele não se encaixará corretamente em outras armas .22 de fogo circular, nem outra munição de fogo circular no calibre .22, incluindo o de dimensões muito similares .22 Remington Automatic, irá intercambiar com ela. Esse recurso impedia o uso de cartuchos de pólvora negra, que ainda eram populares quando apareceu pela primeira vez, de serem usados no "M1903", resultando em resíduos de pólvora obstruindo rapidamente a ação e tornando a arma inoperável.

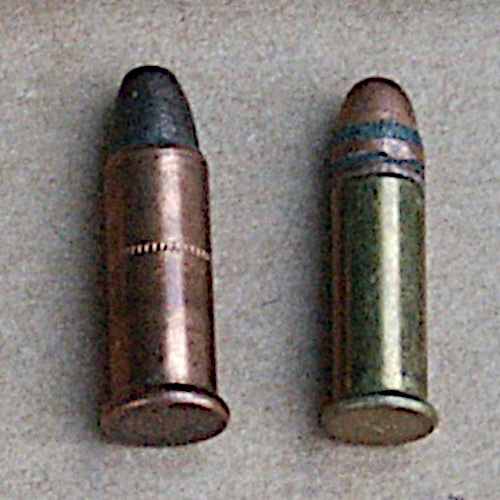
Um .22 Winchester Automatic (esquerda, estojo de cobre);
o .22 Long Rifle (direita, estojo de latão).

O poder do .22 Win Auto é comparável ao do .22 Long, e embora dispare uma bala mais pesada, não oferece nenhuma vantagem de desempenho no .22 Long ou no muito mais comum .22 Long Rifle.

## Dimensões

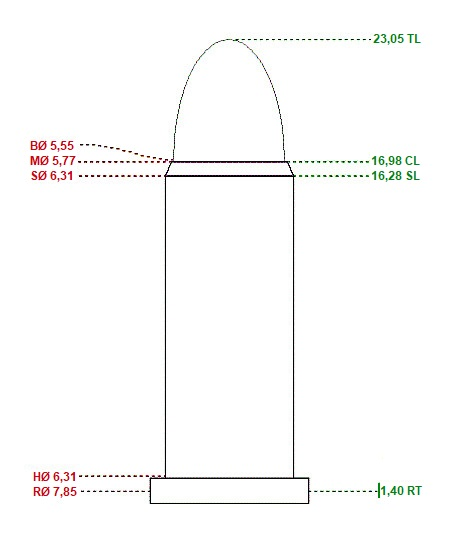